# Balai Kencono
Balai Kencono is een bestuurslaag in het regentschap Lampung Timur van de provincie Lampung, Indonesië. Balai Kencono telt 2935 inwoners (volkstelling 2010).